# Rennellsångsmyg
Rennellsångsmyg (Gerygone citrina) är en fågelart i familjen taggnäbbar inom ordningen tättingar.

## Utbredning och systematik
Fågeln förekommer endast på ön Rennell i sydvästra Salomonöarna. Den behandlades tidigare som underart till solfjädersångsmyg (Gerygone flavolateralis) men urskiljs allt oftare som egen art.

## Status
Den kategoriseras av IUCN som livskraftig.